# Beauceville
Cet article possède un paronyme, voir Beauce.
Beauceville est une ville canadienne du Québec, chef-lieu de la MRC de Beauce-Centre, dans la région de Chaudière-Appalaches. 

## Histoire

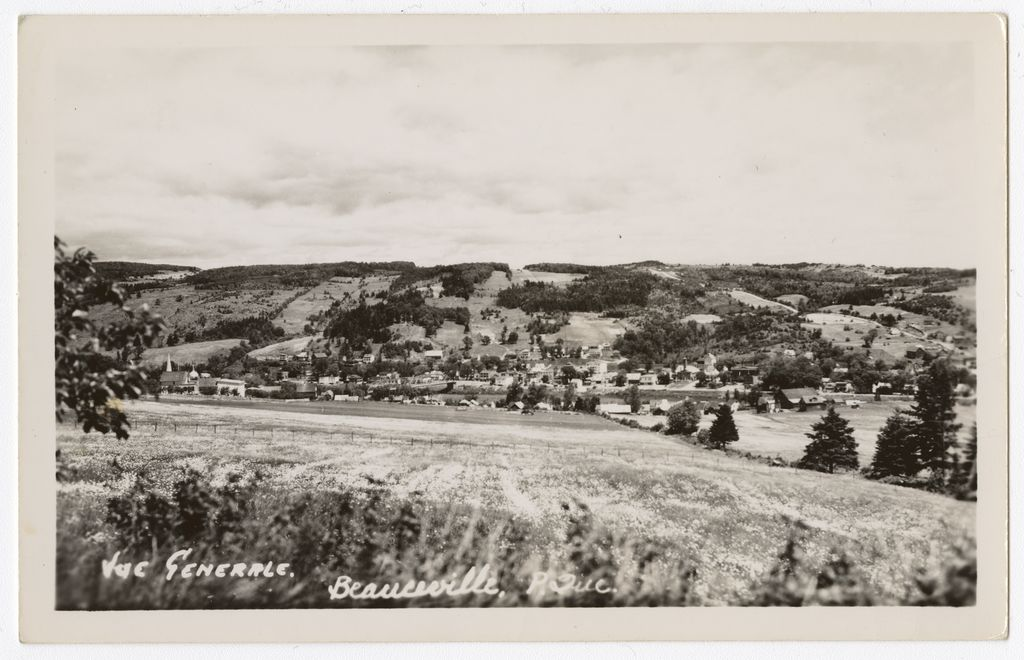
Beauceville vers le milieu du XXe siècle

Diocèse de Québec, le village (Saint-François-d'Assise), est desservi par voie de mission de 1737 à 1766 et nomination du premier curé. Les registres de la paroisse s'ouvrent en l'année 1765. Érection canonique: 9 octobre 1835. Érection civile: 4 novembre 1850. Le territoire de cette paroisse comprend une partie de la seigneurie de Vaudreuil.
En 1904, Saint-François fut la première municipalité de la Beauce à se constituer en ville et adopta alors le nom de Beauceville. Elle fut fusionnée avec Beauceville-Est en 1973 et avec les paroisses de Saint-François-de-Beauce et Saint-François-Ouest en 1998.
Au cours de son histoire, Beauceville a souffert des nombreux débordements printaniers de la rivière Chaudière, causes de grands dommages. Au printemps, l’eau est remontée à plusieurs reprises jusqu'à recouvrir les rues de la municipalité.
Dans les dernières années, Beauceville est marquée par une prospérité économique: La municipalité compte plus de  25 entreprises manufacturières. Le parc industriel est en plein expansion et accueille  de nombreuses nouvelles entreprises. 

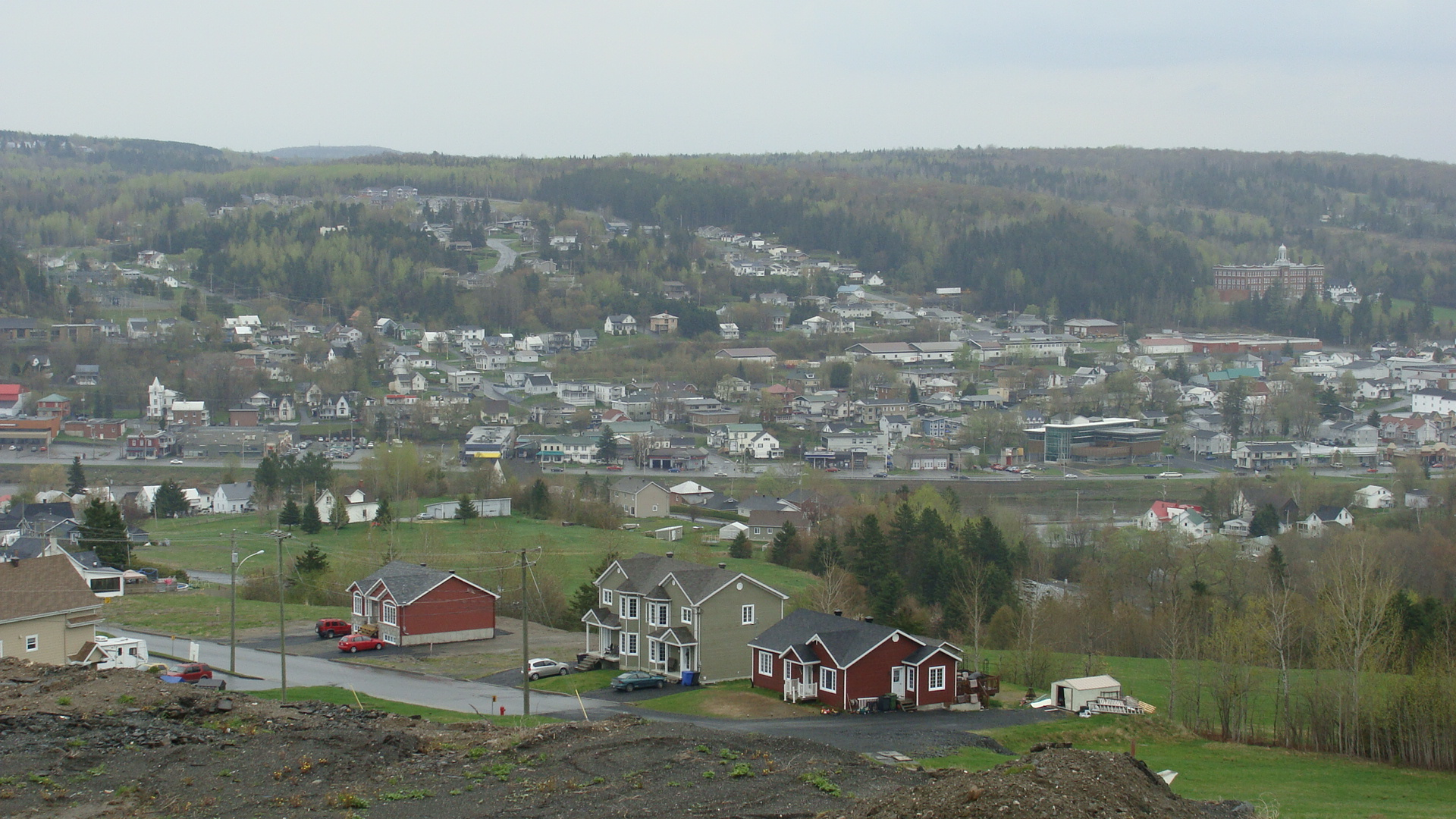

### Chronologie
- 1er juillet 1845 : érection de la municipalité de St. François de Beauce.
- 1er septembre 1847 : fusions de plusieurs entités municipales et érection du comté de Dorchester.
- 1er juillet 1855 : division du comté de Dorchester en plusieurs entités municipales dont la paroisse de St. François d'Assise.
- 2 juin 1904 : érection de la ville de Beauceville.
- 4 avril 1930 : érection de la ville de Beauceville-Est.
- 4 février 1933 : érection de la municipalité de Saint-François-Ouest.
- 23 mars 1957 : la paroisse de St. François d'Assise devient la municipalité de Saint-François de Beauce.
- 14 avril 1973 : annexion de la ville de Beauceville-Est à la ville de Beauceville.
- 25 février 1998 : annexion des municipalités de Saint-François-de-Beauce et de Saint-François-Ouest à la ville de Beauceville.
- 16 avril 2019 : Inondation majeure à Beauceville. Environ 300 bâtiments sont envahis par l'eau[1],[2].

## Géographie
D’une superficie de 164,56 km2, Beauceville s'étend sur les deux rives sur la rivière Chaudière, à 85 km au sud de Québec, à 55 km de la frontière de l’État américain du Maine et à 150 km de Sherbrooke.

### Hydrographie
Plusieurs cours d'eau du bassin versant de la rivière Chaudière coulent dans la municipalité :
- Rivière du Moulin,
- Rivière des Plante,
- Ruisseau Fraser,
- Rivière Noire,
- Bras Saint-Victor.

## Démographie
| 1911  | 1921  | 1931 | 1941 | 1951  | 1956  | 1961  |
| ----- | ----- | ---- | ---- | ----- | ----- | ----- |
| 1 677 | 1 448 | 707  | 899  | 1 149 | 1 459 | 1 645 |

| 1966  | 1971  | 1976  | 1981  | 1986  | 1991  | 1996  |
| ----- | ----- | ----- | ----- | ----- | ----- | ----- |
| 1 905 | 2 098 | 4 276 | 4 302 | 4 129 | 3 869 | 3 751 |

| 2001  | 2006  | 2011  | 2016  | 2021  | - | - |
| ----- | ----- | ----- | ----- | ----- | - | - |
| 6 261 | 6 226 | 6 354 | 6 281 | 6 187 | - | - |

## Administration
Les élections municipales se font en bloc et suivant un découpage de six districts.
| Beauceville Maires depuis 2002                                                                                       |                    |                                                   |          |
| Élection | Maire              | Qualité                                           | Résultat |
| 2002 | H.-Marcel Veilleux |                                                   | Voir     |
| 2005 | Jean-Guy Bolduc    |                                                   | Voir     |
| 2009 | Luc Provençal      | Député provincial de Beauce-Nord à partir de 2018 | Voir     |
| 2013 | Luc Provençal      | Député provincial de Beauce-Nord à partir de 2018 | Voir     |
| 2017 | Luc Provençal      | Député provincial de Beauce-Nord à partir de 2018 | Voir     |
| 2018 | François Veilleux  |                                                   | Voir     |
| 2021 | François Veilleux  | Voir                                              |          |
| Élection partielle en italique Depuis 2005, les élections sont simultanées dans toutes les municipalités québécoises |                    |                                                   |          |

## Personnalités liées
- Marie-Philip Poulin
- Guy Bolduc
- Karine Lagueux
- William Chapman
- Stéphane Veilleux